# 밀턴티티
밀턴티티(Plecturocebus miltoni)는 브라질 아마존 열대우림 남부에 서식하는 신대륙 원숭이 티티원숭이의 일종이다. 브라질 영장류학자 밀턴 티아고 데 멜루의 이름을 따서 명명되었다. 밀턴티티원숭이는 2011년 훌리오 세사르 달폰테에 의해 발견되었으며, 2014년에 신종으로 인정되었다.

## 특징
밀턴티티는 이마의 밝은 회색 띠와 짙은 황토색 옆수염과 목, 짙은 회색 몸통과 옆구리, 균일하게 주황색인 꼬리, 밝은 황토색 배를 가지고 있다.

## 분포 및 자연사
밀턴티티는 브라질의 마투그로수주와 아마조나스주에서 발견된다. 지리적 분포는 아리푸아낭강과 루즈벨트강, 구아리바강을 중심으로 한다. 밀턴티티의 완모식표본은 구아리바-루즈벨트 추출 보호구역(남위 8°59'45.21", 서경 60°43'42.72")의 루즈벨트 강 우안에서 채집되었다. 서식지 분포는 루즈벨트강과 아리푸아낭강 사이의 하천 간 지역으로 간주된다. 밀턴티티의 남쪽 분포 한계는 육상 장벽을 형성하는 가파른 언덕으로 표시된다. 밀턴티티는 루즈벨트강 서안에서는 발견되지 않았으며, 대신 베른하르트공티티로 대체되었다. 티티원숭이의 아마존 분포는 수영을 할 수 없고 숲 서식지의 특수성 때문에 강에 의해 제한된다. 따라서 밀턴티티는 두 강과 남쪽 언덕 사이의 지역에만 분포하며 그 지역에서만 서식한다.
밀턴티티는 일반적으로 열대우림이라고 불리는 산림 생물군로 설명되는 혼합 옴브로필러스 충적림에서 발견되며 이곳에서는 인위적인 활동으로 인해 천이가 교란되고 개척종의 수가 증가하는 경우가 많다. 이 생물군계는 강수량이 많고 아라우카리아 소나무가 많이 분포하는 것으로 정의된다. 기후는 여름에는 덥고 습하며 겨울에는 시원하다. 밀턴티티는 옴브로필리아숲의 상층(임관층) 및 중층(하층)에서 발견된다. 숲의 임관층 높이는 최대 30m이다. 이 서식지 생물군계는 더 정확하게는 열대 습윤 지대의 테라 피르메(terra firme) 또는 아마존 저지대 숲으로 알려져 있다. 이 지역은 홍수 수위보다 높은 완만한 구릉 지대이다. 이 지역은 고유종의 잠재적 서식지이기 때문에 생물지리학적으로 매우 중요하다.

## 행동 생태학 및 영양
티티원숭이는 메타 개체군으로서 발성을 통해 영역성과 의사소통을 표현하는 것이 일반적이다. 밀턴티티는 다른 티티원숭이들과 같은 방식으로 행동하는 것으로 관찰되었다. 큰 소리로 울부짖는 소리는 아침에 더 흔하고 건기에는 덜 흔하다. 다른 티티원숭이들처럼 밀턴티티는 계절에 따라 소리를 낸다. 집단 의사소통은 경우에 따라 과일 공급량(우기) 및 영역성과 관련이 있는 것으로 나타났다.
최대 다섯 마리의 개체로 무리를 이루는 것이 관찰되었다. 다른 티티원숭이처럼 무리는 일부일처제인 한 쌍과 그 새끼로 제한된다. 가족 구성원들은 잠을 잘 때 종종 꼬리를 맞대고 잔다. 밀턴티티는 주행성 동물로 낮에 간헐적으로 낮잠을 자는 것으로 밝혀졌다. 티티원숭이는 독일어 이름(Springaffen)에서 알 수 있듯이 나무와 가지 사이를 쉽게 뛰어다닌다. 다른 티티원숭이 종과 마찬가지로 이들의 영양은 주로 과일을 먹어 채운다는 것이 밝혀졌다. 이들이 가장 좋아하는 것은 잉가와 카카오, 세크로피아인 것으로 보인다.

## 분류학 및 계통발생
밀턴티티는 지역에서 "붉은꼬리조그조그"로 불린다. 지정된 완모식표본은 지역 사냥꾼이 처음 회수한 후 달폰테(Dalponte)로 보내졌다. 밀턴티티는 붉은배티티 종군에 속한다. 밀턴티티는 이전에 발견 당시 명명된 칼리케부스 밀토니(Callicebus miltoni)로 인식되었다. 티티원숭이아과는 종이 가장 풍부한 영장류 분류군이지만 이전에는 칼리케부스속만을 단일속으로 간주했다. 놀라운 다양성을 고려하여 2002년에 세 개의 새로운 속, 칼리케부스속(브라질 동부 티티), 케라케부스속(목도리티티), 플렉투로케부스속(아마존 및 차코 지역 티티)이 제안되었다. 종 수준의 다양화는 붉은배티티 군이 아마존을 가로질러 이동하면서 플라이스토세 동안 발생했다. 이는 이소지역적 종 분화의 형태를 유발하는 생식 장벽을 만든 강 때문이며 티티원숭이아과의 엄청난 다양성에 기여할 수 있다.

## 보존
IUCN은 밀턴티티의 위험을 평가할 충분한 자료를 보유하고 있지 않다. 마지막 평가는 2021년에 이루어졌다. 밀턴티티를 발견한 연구자들은 삼림 벌채가 이 종에게 가장 큰 위협이라고 언급했다. 밀턴티티의 서식지에서 벌채된 총 면적은 이 종이 기재되었을 당시 232만 헥타르였으며, 이는 이 종의 전체 분포 범위의 4.7%에 해당한다. 사냥은 이 종에게 위험을 초래하지 않는 것으로 보인다.
밀턴티티의 자연 분포 범위의 약 25%(1,246,382헥타르)가 보호 구역에 있다. 밀턴티티는 다음 보호 구역에서 서식하거나 서식할 가능성이 있다.
- 구아리바-루즈벨트 추출업자 보호구역
- 아리푸낭 삼림 주립공원
- 마니코레 산림 주립공원
- 아리푸아나 지속 가능한 개발 보호구역
- 캄포스 아마조니코스 국립공원
- 플로르 두 프라도강 생태 관측소